# Ben Johnson (kosárlabdaedző)
Benjamin Johnson (Minneapolis, Minnesota, 1980. december 23. –) amerikai kosárlabdázó és kosárlabdaedző, 2021-től a Minnesota Golden Gophers férfikosárlabda-csapatának vezetőedzője, korábban játékosa.

## Játékosként
A DeLaSalle Középiskolát kétszer juttatta ki az állami bajnokságra és kétszer is elnyerte az All-America elismerést. Két évig a Northwestern Egyetemen játszott, majd beiratkozott a Minnesotai Egyetemre.

## Edzőként
2005-ben szociológia szakon szerzett diplomát, ezután a Daytoni Egyetem segédedzőjeként, majd a UTPA toborzójaként dolgozott. Később az Észak-iowai Egyetem, majd egy szezonra a Nebraskai Egyetem munkatársa lett.

### Minnesota Golden Gophers
2013-ban Richard Pitino helyetteseként visszatért alma materébe. Ismeretségeinek köszönhetően leigazolta Amir Coffey-t, Daniel Oturut és Gabe Kalscheurt, emellett hozzájárult Jordan Murphy sikereihez.
2021. március 22-én a férfikosárlabda-csapat 18. vezetőedzője lett.

### Xavier Musketeers
2018-ban Travis Steele helyetteseként a Xavier Musketeers toborzója lett; olyan játékosokat igazolt le, mint Colby Jones vagy Zach Freemantle, ezzel a csapat a legjobb harminc közé került.

## Eredményei vezetőedzőként
| Szezon                                        | Eredmény                                      | Eredmény                                      | Helyezés                                      | Továbbjutás                                   |
| Szezon                                        | Összesített                                   | Konferencia                                   | Helyezés                                      | Továbbjutás                                   |
| Minnesota Golden Gophers (Big Ten Conference) | Minnesota Golden Gophers (Big Ten Conference) | Minnesota Golden Gophers (Big Ten Conference) | Minnesota Golden Gophers (Big Ten Conference) | Minnesota Golden Gophers (Big Ten Conference) |
| --------------------------------------------- | --------------------------------------------- | --------------------------------------------- | --------------------------------------------- | --------------------------------------------- |
| 2021–22                                       | 13–17                                         | 4–16                                          | T–13.                                         | –                                             |
| 2022–23                                       | 9–22                                          | 2–17                                          | 14.                                           | –                                             |
| 2023–24                                       | 19–15                                         | 9–11                                          | T–9.                                          | NIT második kör                               |
| Összesen:                                     | 41–54 (.432)                                  | 15–44 (.254)                                  | –                                             | –                                             |

## Fordítás
- Ez a szócikk részben vagy egészben  a   Ben Johnson (basketball) című angol Wikipédia-szócikk ezen változatának fordításán alapul.  Az eredeti cikk szerkesztőit annak laptörténete sorolja fel. Ez a jelzés csupán a megfogalmazás eredetét és a szerzői jogokat jelzi, nem szolgál a cikkben szereplő információk forrásmegjelöléseként.